# Orel (jezero)
Oreľ (rusky Орель) je jezero v Nikolajevském rajónu v Chabarovském kraji v Rusku. Má rozlohu 314 km². Je 27 km dlouhé a 11 km široké. Dosahuje maximální hloubky 3,8 m.

## Pobřeží
Břehy pokrývá smíšený listnatý les.

## Vodní režim
Leží na levém břehu Amuru nedaleko jeho ústí. Je s ním spojené několika průtoky. Do jezera ústí řeky Džali, Bekči a další.

## Ochrana přírody
V západní části jezera byla vytvořena přírodní rezervace krajského významu Priozernyj o rozloze 29 500 ha.